# Akkermansia muciniphila
Espèce
Akkermansia muciniphila est une bactérie dégradant la mucine (d'où son nom) et appartenant à la famille des Verrucomicrobiaceae.

## En médecine
Cette bactérie fait partie du microbiote du tube digestif humain. Sa concentration diminue en cas de diabète de type 2 ou d'obésité.
Sur un modèle animal, l'administration de ce germe permettrait une meilleure équilibration du diabète et freinerait la formation de plaques d'athérome. D'après une étude suédoise la consommation de poissons gras favoriserait le développement de la bactérie,.
Une étude de 2018, montre l'influence favorable de cette bactérie sur l'immunothérapie des tumeurs épithéliales avec du nivolumab. Une autre lui attribue l'effet anti-épileptique du régime cétogène.
Attention aux risques d'excès de cette bactérie, en particulier sur les reins, voir les informations de l'Inserm :
https://www.inserm.fr/actualite/microbiote-une-bacterie-intestinale-responsable-dune-maladie-auto-immune/

## Description
Les bactéries de cette espèce sont des bactéries gram négatives strictement anaérobies et capables de croître sur milieu sans vitamines. Ces bactéries ont une forme plutôt ovale et sont non mobiles. Elles ont une longueur de 0,6 à 1,0 µm. Elles peuvent être présentes sous forme de cellules seules, en paires, sous la forme de petites chaînes ou encore sous forme de petits agrégats.
La croissance de ces bactéries est possible de 20 °C à 40 °C et dans des zones de pH allant de pH 5.5 à pH 8.0 mais la croissance est optimale à 37 °C avec pH de 6.5. Elles sont capables de croître sur la mucine gastrique, sur infusion cœur-cerveau, sur milieu Columbia.

## Taxonomie
Le nom correct complet (avec auteur) de ce taxon est Akkermansia muciniphila Derrien et al. 2004,. Cette espèce est l'espèce type du genre Akkermansia décrit dans la même publication.

### Étymologie
L'étymologie de cette espèce de bactérie est la suivante : mu.ci.ni’phi.la. N.L. neut. n. mucinum, mucine; Gr. masc. adj. philos, aimant; N.L. fem. adj. muciniphila, qui aime la mucine.

### Souche type
La souche type de l'espèce Akkermansia muciniphila est la souche Muc déposée dans la banque de culture bactérienne ATCC sous le numéro ATCCBAA-835 et dans la collection de l'Institut Pasteur sous le numéro CIP 107961.

### Phylogénie
Une analyse phylogénétique basée sur le séquençage du gène de l'ARNr 16S de la souche Muc a montré que l'espèce cultivable la plus proche est l'espèce Verrucomicrobium spinosum avec 92 % d'homologie. La construction d'un dendrogramme basé sur ce séquençage a permis de déterminer que cette espèce fait partie de l'ordre Verrucomicrobiales, de la classe Verrucomicrobiae (nom désormais corrigé en Verrucomicrobiia) et du phylum Verrucomicrobia (maintenant renommé Verrucomicrobiota). La souche type de cette espèce A. muciniphila est proche des genres Verrucomicrobium et Prosthecobacter mais suffisamment différente pour faire partie d'un nouveau genre appelé Akkermansia.